# Soldier Field
Soldier Field là một sân vận động bóng đá và bóng bầu dục Mỹ nằm ở Near South Side của Chicago, Illinois, gần Trung tâm thành phố Chicago. Sân được khánh thành vào năm 1924 và là sân nhà của Chicago Bears của National Football League (NFL), đội đã chuyển đến đó vào năm 1971, và Chicago Fire FC của Major League Soccer (MLS). Sân có sức chứa 61.500 chỗ ngồi cho bóng bầu dục và là sân vận động lâu đời nhất ở NFL.
Bên trong của sân vận động đã được xây dựng lại như một phần của dự án cải tạo lớn vào năm 2002, nhằm hiện đại hóa cơ sở nhưng giảm sức chứa chỗ ngồi, đồng thời khiến sân bị xóa tên là Danh lam Lịch sử Quốc gia Hoa Kỳ. Soldier Field đã từng là sân nhà của một số đội thể thao khác trong lịch sử của sân, bao gồm cả Chicago Cardinals của NFL, đội bóng bầu dục của Đại học Notre Dame, cũng như đã tổ chức các trận đấu của Giải vô địch bóng đá thế giới 1994, Giải vô địch bóng đá nữ thế giới 1999, và nhiều phiên bản của Cúp Vàng CONCACAF. Năm 1968, sân đã tổ chức kỳ đại hội đầu tiên của Thế vận hội Đặc biệt. Các sự kiện lịch sử khác bao gồm các cuộc mít tinh lớn với các bài phát biểu, bao gồm của Amelia Earhart, Franklin D. Roosevelt và Martin Luther King Jr..